# Marfan-Syndrom
Das Marfan-Syndrom ist eine genetische Erkrankung, bei der es zu einer erhöhten Elastizität oder Laxizität des Bindegewebes kommt. Sie kann autosomal-dominant vererbt werden oder als Neumutation auftreten.
Synonyme sind: Marfan-Syndrom Typ I; MASS-Syndrom (Mitralklappenprolaps – Aortenerweiterung – Striae – Skelettbeteiligung).

## Auftrittshäufigkeit
Die Krankheit tritt mit einer Häufigkeit von etwa 1:5.000 bis 1:10.000 auf, wobei sechs bis sieben von zehn Fällen familiär bedingt sind. Der Anteil der Neumutationen beträgt 25 bis 40 %. Da die Definition „Marfan-Syndrom“ derzeit nach Hilfskriterien erfolgt und es mehrere verwechselbare „Parallelkrankheiten“ gibt, sollte besser vom Marfan-Phänotyp gesprochen werden. Dafür insgesamt ist die Häufigkeit etwa 1:6.000. Die Gruppe der Krankheiten des Marfan-Phänotyps wird neuerdings „Fibrillopathien“ genannt.

## Erstbeschreibung

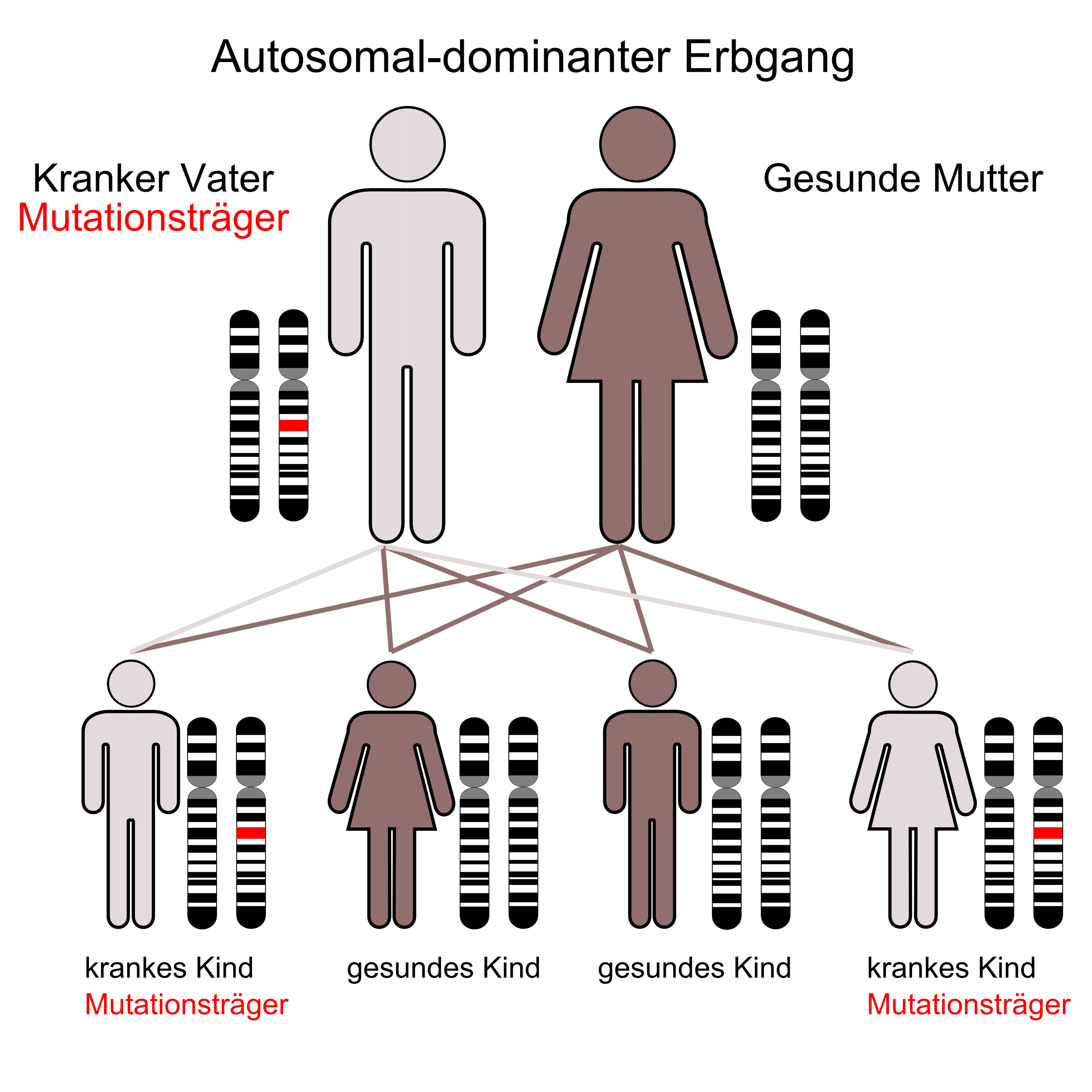
Der autosomal-dominante Erbgang

Das Syndrom wurde erstmals unter wissenschaftlichen Gesichtspunkten 1896 von dem französischen Kinderarzt Antoine Marfan (1858–1942) beschrieben. Er präsentierte vor der Société Médicale des Hôpitaux de Paris den Fall des fünfjährigen Mädchens Gabrielle, das sehr lange und feine Gliedmaßen aufwies, was er als Dolichostenomelie bezeichnete (griech. „dolicho“ = lang, „stenos“ = schmal, „melos“ = Gliedmaße). Er prägte für die schmalen langen Finger auch den Begriff der Spinnenfingrigkeit (Arachnodaktylie).
Sechs Jahre später wurde das Mädchen von den Ärzten Méry und Babonneix untersucht, denen nun auch schon die Röntgen-Diagnostik zur Verfügung stand. Sie beschrieben eine Verkrümmung der Brustwirbelsäule und eine Asymmetrie des Thorax (Brustkorbes). Ebenfalls 1902 beschrieb Emile Charles Achard ein weiteres Mädchen mit ähnlichen Symptomen und stellte auch eine ausgeprägte Überbeweglichkeit seiner Gelenke (Hyperlaxizität) fest.
Später wurden dem Symptomkomplex noch Veränderungen des Herz-Kreislauf-Systems und der Augen zugeordnet. In den 1930er Jahren erkannte man, dass die Besonderheit nicht geschlechtsgebunden (gonosomal) vererbt wird, sondern dass Veränderungen auf dem Chromosom 15 ursächlich sind (autosomal-dominanter Erbgang). Erstmals wurden diese Veränderungen 1931 von Utrechter Ärzten als Marfan-Syndrom beschrieben, als das es dann in die medizinische Literatur einging.
Das französische Mädchen von Marfans Erstbeschreibung starb allerdings bereits im Jugendalter an Tuberkulose, so dass die Diagnose nie zweifelsfrei bestätigt werden konnte. Hingegen wurde mehrfach angezweifelt, dass Gabrielle an einem Marfan-Syndrom litt, so zuletzt 1972 von Hecht und Beals, die eine kongenitale Arachnodaktylie vermuteten.
Die Annahme, dass Niccolò Paganini und Abraham Lincoln vom Marfan-Syndrom betroffen gewesen seien, ist umstritten.

## Krankheitsursache
Das Gen für das Marfan-Syndrom liegt auf dem langen Arm des Chromosoms 15 (Genlocus 15q21.1) und ist inzwischen sequenziert. Eine Mutation im Fibrillin-1-Gen (= FBN1-Gen) führt zu einem verkürzten Genprodukt oder einer Missense-Mutation. Dadurch wird ein verändertes Fibrillin-1 von den Fibroblasten in die extrazelluläre Matrix sezerniert. Dort hat Fibrillin-1 die Funktion, Elastin zum Aufbau der elastischen Fasern einzulagern. Die Mutation führt zu einer Störung der elastischen Fasern. In der extrazellulären Matrix wird die latente Form von TGF-β angelagert. Die Fibrillin-1-Mutation führt zu einer Störung des TGF-β-Signalwegs.
Mutationen auf dem TGF-β-I- oder TGF-β-II-Gen können zu ähnlichen Symptomen im Rahmen des Loeys-Dietz-Syndroms führen.

## Merkmale
Beim Marfan-Syndrom handelt es sich um einen angeborenen krankhaften Zustand des Bindegewebes, bei dem unter anderem Knochen, Muskeln, Bänder und der Skelettbau betroffen sein können. Meist sind die Betroffenen überdurchschnittlich groß, haben verlängerte Gliedmaßen sowie schmale Hände und Füße. Besteht eine Bindegewebsschwäche der Hauptschlagader, kann diese unerwartet reißen.
Feingeweblich manifestiert sich das Marfan-Syndrom in der Feinstruktur des Bindegewebes (der Mikrofibrillen). Das Bindegewebe ist also fehlerhaft aufgebaut, das führt zu einer mehr oder weniger ausgeprägten Instabilität aller Bindegewebe des Körpers.
Folgende Symptome kommen häufig bei Menschen mit Marfan-Syndrom vor, wobei nicht alle Merkmale bei allen Menschen in gleich starker Ausprägung vorliegen:
1. Herz- und Gefäßsystem
  - Herzklappenfehler (Schlussunfähigkeit der Aorten- oder Mitralklappe – Aneurysma der Aortenwurzel, bikuspide Aortenklappe[8])
  - Aortendissektion (Aufspaltung oder Zerreißung der Aortenwand)
2. Augen
  - Lockerung des Halteapparates der Linsen (Linsenluxation)
  - Kurzsichtigkeit
  - Glaukom (Grüner Star = hoher Augeninnendruck)
  - Katarakt (Grauer Star = Linsentrübung)
  - Keratokonus[9] (Erkrankung der Augenhornhaut)
  - Netzhautablösung: Hierdurch kommt es zu dem Symptom der Lichtblitze (Differentialdiagnose)
  - Blaue Skleren
  - eventuell Iridodonesis (Irisschlottern bei Kopfbewegung)
  - häufig Megalokornea[10]
3. Skelettsystem
  - senkrechte Überentwicklung des Kopfes (Dolichocephalie/Langschädel)
  - Hyperlaxizität (Überstreckbarkeit) der Gelenke
  - hoher Gaumen (Gotischer Gaumen)
  - Arachnodaktylie (Spinnenfingrigkeit); verschmälerte Finger (Madonnenfinger)
  - Trichter- oder Kielbrust
  - Hochwuchs
  - Skoliose, bzw. Kyphoskoliose in etwa 50 % der Betroffenen[11]
  - schwach entwickelte Muskulatur (Muskelhypotrophie)
  - Plattfüße
  - samtartige Haut mit Neigung zu Striae (Dehnungsstreifen)
  - Neigung zum Leistenbruch
  - Neigung zu atlantoaxialer oder zervikookzipitaler Instabilität, dadurch unter anderem erhöhte Anfälligkeit für das Grisel-Syndrom
  - zu tiefe Hüftpfannen (Coxa profunda), erhöhtes Risiko von Schmerzen infolge Impingement sowie von Koxarthrose
  - Im Rückenmark finden sich gehäuft meningeale Zysten, sog. Tarlov-Zysten, außerdem sind sakrale Veränderungen, vor allem die sakrale Ektasie häufiger anzutreffen.
4. Innere Organe
  - Die Bindegewebsschwäche kann auch die Lunge angreifen, wodurch ein sogenannter Pneumothorax auftreten kann.

## Diagnose und Behandlung
Die Diagnostik und Behandlung sollte stets fachübergreifend (unter anderem durch  Kinderkardiologen/Kardiologen, Orthopäden, Augenärzte) erfolgen gemäß der Genter Nosologie (systematische Beschreibung der Krankheiten). Mittels einer App ist es möglich, durch eine Fotoanalyse das Gesicht auf charakteristische Merkmale für das Marfan-Syndrom hin zu analysieren.
Bislang existiert noch keine ursächlich heilende Therapie.
Einen für die Zukunft denkbaren ursächlichen Therapieansatz zeigten die Ergebnisse einer im April 2006 im Wissenschaftsmagazin Science publizierten Studie, die in einem Mausmodell des Marfan-Syndroms das Zytokin TGF-β mit der typischen Entwicklung von Aortenaneurysmen und -dissektionen in Verbindung bringen konnten. Durch eine Behandlung mit dem als Blutdrucksenker bereits in der Humanmedizin verwandten AT1-Antagonisten Losartan konnten die Mäuse wirksam vor der Ausprägung dieser lebensgefährlichen Veränderungen der Gefäßwand geschützt werden, da Losartan die Wirkung des überaktiven TGF-β antagonisiert. Bereits bestehende Veränderungen am Herzen normalisierten sich zudem weitestgehend, solche in anderen Bereichen des Körpers zumindest teilweise. Eine Studie an über 600 jungen Patienten über die Jahre 2007 bis 2011 zeigt jedoch bezüglich der Vergrößerung der Aortenwurzel keinen signifikanten Unterschied in der Wirkung von Losartan gegenüber der (ohnehin schwachen) Wirkung von Betablockern. Im Tierexperiment konnten Statine die Wachstumsraten von Aortenaneurysmen reduzieren. Ebenfalls im Tierexperiment konnte bei der Marfan-Maus mittels des Wirkstoffs Resveratrol eine signifikante Reduktion des Aortenwurzeldiameters erreicht werden.

## Differentialdiagnose
Abzugrenzen sind u. a.: Ehlers-Danlos-Syndrom, Loeys-Dietz-Syndrom, Stickler-Syndrom, Weill-Marchesani-Syndrom Typ I, Akromikrische Dysplasie, Ektopia lentis-Syndrom.
Bei Vorliegen von Kontrakturen und Auffälligkeiten der Ohrmuschel ist an die Kongenitale Kontrakturale Arachnodaktylie zu denken.
Zusammen mit einer Kraniosynostose kommt das Shprintzen-Goldberg-Syndrom infrage.
Ferner gibt es das Marfanoid-Progeroid-Syndrom, Neonatales Marfan-Syndrom, Marfanoides-Syndrom Typ de Silva, Stiff-skin-Syndrom und Geleophysischer Kleinwuchs, zumeist mit Mutationen am gleichen Genort.

## Lebenserwartung
Die größte Bedeutung zur deutlichen Verlängerung der Lebenserwartung fällt in den Bereich der Kinderkardiologie/Kardiologie. Es gibt Hinweise darauf, dass die Geschwindigkeit der Entstehung einer Aortenerweiterung durch die Einnahme von Beta-Blockern vermindert werden kann. Wie weit eine frühe und prophylaktische Einnahme im Kindesalter eine Aortenerweiterung verhindert, ist noch unklar; erste Erfahrungen nach 14 Jahren Beta-Blocker-Therapie bei Kindern (2005), begonnen bei drei- bis vierjährigen betroffenen Kindern, zeigen aber, dass eine Progredienz der Erweiterung der Aortenwurzel in fast allen Fällen nicht eintritt und die Erweiterung unter der Medikation dann nur altersspezifisch erfolgt.
Ist die Aortenwurzel bei Erwachsenen auf mehr als 55 mm erweitert, muss eine Operation erfolgen, um eine Aortendissektion oder -ruptur zu verhindern. Dies geschieht evtl. durch einen Aortenwurzelersatz mit künstlicher Herzklappe. Die postoperative Überlebensrate nach zehn Jahren beträgt zwischen 70 und 75 %. Bei Kindern leitet sich die Notwendigkeit einer Operation aus der Abweichung des aktuellen Aortendurchmessers vom altersbezogenen Normalwert ab, der individuell geprüft werden muss.
Entscheidend ist, dass bei Kindern und Erwachsenen die Endokarditis-Prophylaxe besonders ernst genommen wird (selbst bei zahnärztlichen Eingriffen, kleinen Wunden, wundgelaufenen Füßen usw.), da eine Besiedlung/Vegetation an den besonders sensiblen Herzklappen und Klappenrändern ein Voranschreiten der Marfan-typischen Gewebeinstabilität auslösen kann.
Bei schweren Verläufen können auch augenärztliche Eingriffe zum Erhalt oder Wiederherstellung der Sehfähigkeit erforderlich werden. Bei Überdehnung und zunehmendem Verlust (Einreißen) der Zonulafasern entsteht das so genannte „Linsenschlottern“. Schlotterlinsen müssen nicht operiert werden, nur das Verschieben der Linsen kann den Augendruck so stark werden lassen, dass die Entfernung der Linse notwendig wird.
Es sind inzwischen neue OP-Techniken entwickelt worden, die unter Erhalt des Kapselsackes und Implantation einer Speziallinse bereits bei kleinen Kindern die Sehfähigkeit erhalten kann.
Bei Verläufen mit schweren Wirbelsäulenverbiegungen sind Aufrichtungsoperationen wahrscheinlich. Es sind neue OP-Techniken entwickelt worden, die eine Aufrichtung der Wirbelsäule ohne Vollversteifung ermöglichen.
In den 1970er Jahren ermittelte eine Studie die Lebenserwartung eines Menschen mit Marfan-Syndrom mit 30 bis 40 Jahren. Seit dieser Zeit wurden sowohl die Diagnostik als auch die medikamentöse und chirurgische Behandlung optimiert, so dass die Lebenserwartung sich annähernd der der Normalbevölkerung angeglichen hat. Trotzdem sterben noch immer viele der Betroffenen an einer Dissektion der thorakalen Aorta, weil die Diagnose nicht gestellt wurde und dementsprechend keine Therapie eingeleitet werden konnte.
Mittlerweile haben sich spezielle Sprechstunden herausgebildet, an denen am Marfan-Syndrom Erkrankte interdisziplinär betreut werden. Die erste Marfan-Sprechstunde entstand 1997 am Universitätsklinikum Hamburg-Eppendorf.